# Los Cañones De San Juan
Los Cañones de San Juan es un largometraje mexicano filmado en 1945 y estrenado en 1946, dirigido por Chano Urueta y protagonizado por Armando Velasco, Stella Inda, Susana Guízar, Domingo Soler, Carlos López Moctezuma e Isabela Corona.

## Sinopsis
En 1838 varias guerras estallan en México. Durante el gobierno de Santa Anna, varios hombres son expulsados de México y llegan al puerto para combatir a varios ejércitos en San Juan de Ulúa. Mientras tanto el conjunto de varias batallas del Monte Jorge Armando Velasco es asesinado de grandes Rebeliones.

## Reparto
- Stella Inda ... Amelia
- Armando Velasco ... Daniel Flega
- Susana Guízar ... Anna Maria Flavio
- Carlos Lopez Moctezuma... Coronel Villegas
- Domingo Soler ... Gobernador Martiano Robledo
- Julio Villarreal ... Ignacio Robledo, Presidente Municipal
- Miguel Ángel Ferriz Sr. ... General Antonio López de Santa Anna
- Tito Junco ... Soldado
- Víctor Junco ... Soldado
- Arturo Soto Rangel ... Bardo
- Víctor Parra ... Campesino
- Víctor Manuel Mendoza ... Cacique
- Isabela Corona ... Yaqui
- Tito Novaro ... Prisionero
- Luis Aceves Castañeda ... Prisionero

- Datos: Q28502482